# Footing (film, 2012)
 (décembre 2013).
Si vous disposez d'ouvrages ou d'articles de référence ou si vous connaissez des sites web de qualité traitant du thème abordé ici, merci de compléter l'article en donnant les références utiles à sa vérifiabilité et en les liant à la section « Notes et références ».
Pour plus de détails, voir Fiche technique et Distribution.
Footing est un court métrage réalisé par Damien Gault, sorti en 2012.

## Synopsis
Marco vit à Paris, il est venu voir sa famille à la campagne. Son père l'entraîne dans un footing de huit kilomètres. Pendant ce trajet, la communication entre eux se révèlera difficile.

## Fiche technique
- Titre : Footing
- Titre anglais : Running
- Réalisation : Damien Gault
- Scénario : Damien Gault
- Photographie : Pascale Marin
- Montage : Cécile Nicouleaud
- Production : Benjamin Celliez
- Société de production : La Vie Est Belle Films Associés
- Pays :  France
- Durée : 18 minutes
- Dates de sortie : 
  - France : 19 août 2012 (Rencontres Cinéma de Gindou)

## Distribution
- Manuel Vallade : Marco
- Philippe de Jacquelin Dulphé : Jean-Claude
- Catherine Giron : Rosa
- Rébecca Finet : Stéphanie

## Distinctions
- 2012 :
  - Rencontres du cinéma de Gindou
  - Festival Chéries Chéris[1]
  - Festival du film de Namur[2]
- 2013 :
  - Festival Premiers Plans Angers[3]
  - Festival de Clermont-Ferrand, section « Films en région[2] »
  - Festival Films en région de Vendôme
  - Festival cine ménilmontant
  - Festival Quintessence 
  - Festival Zinegoak de Bilbao (Espagne)
  - Le Cinéma français aujourd'hui (Kazakhstan)[2]
  - Festival méditerranéen des nouveaux réalisateurs de Larissa (Grèce)